# Layia nemorosa
Layia nemorosa là một loài thực vật có hoa trong họ Cúc. Loài này được Jeps. mô tả khoa học đầu tiên năm 1911.